# Auburntown
Auburntown és una població dels Estats Units a l'estat de Tennessee. Segons el cens del 2000 tenia 252 habitants.

## Demografia
Segons el cens del 2000, Auburntown tenia 252 habitants, 102 habitatges, i 74 famílies. La densitat de població era de 170,7 habitants/km².
Dels 102 habitatges en un 34,3% hi vivien nens de menys de 18 anys, en un 64,7% hi vivien parelles casades, en un 5,9% dones solteres, i en un 26,5% no eren unitats familiars. En el 26,5% dels habitatges hi vivien persones soles el 10,8% de les quals corresponia a persones de 65 anys o més que vivien soles. El nombre mitjà de persones vivint en cada habitatge era de 2,47 i el nombre mitjà de persones que vivien en cada família era de 2,96.
Per edats la població es repartia de la següent manera: un 25% tenia menys de 18 anys, un 5,6% entre 18 i 24, un 28,2% entre 25 i 44, un 25,8% de 45 a 60 i un 15,5% 65 anys o més.
L'edat mediana era de 38 anys. Per cada 100 dones de 18 o més anys hi havia 81,7 homes.
La renda mediana per habitatge era de 32.857 $ i la renda mediana per família de 38.750 $. Els homes tenien una renda mediana de 31.429 $ mentre que les dones 26.250 $. La renda per capita de la població era de 17.275 $. Entorn del 8,1% de les famílies i l'11% de la població estaven per davall del llindar de pobresa.

## Poblacions més properes
El següent diagrama mostra les poblacions més properes.